# إشتفان فيكيت
إشتفان فيكيت (بالمجرية: Fekete István) هو كاتب للأطفال وكاتب مجري، ولد في 25 يناير 1900 في Gölle ‏ في المجر، وتوفي في 23 يونيو 1970 في بودابست في المجر بسبب نوبة قلبية.

## وصلات خارجية
- إشتفان فيكيت على موقع IMDb (الإنجليزية)
- إشتفان فيكيت على موقع قاعدة بيانات الفيلم (الإنجليزية)